# Skogssjön (Nödinge socken, Västergötland)
Skogssjön är en sjö i Ale kommun i Västergötland och ingår i Göta älvs huvudavrinningsområde. Sjön ligger i skogsområdet  Alefjäll.